# Речник на българския език (БАН)
Вижте пояснителната страница за други значения на Речник на българския език.
„Речник на българския език“ е многотомен тълковен речник на българския език, издание на Института за български език при БАН (съставян от учени от института), в секцията за българска лексикология и лексикография. Речникът е най-големият и представителен тълковен речник, който обхваща книжовния език, разговорната реч, просторечието и отчасти жаргон.

## История
Работата по речника започва през 1960-те години под ръководството на проф. Цветан Тодоров, а по-късно на Стефан Илчев. От 1968 до 1995 работата се ръководи от Кристалина Чолакова.
Картотеката на Института за български език бива допълнена, създават се три нови лексикални картотеки с материали от:
- литературата от XIX век
- народното творчество
- терминологична картотека

От съставителите на I том на Речника биват изготвени голям брой пробни статии, свързани с различни лексикографски проблеми. През 1966 г. за постигане на единство и системност в работата, бива публикувано Ръководство за съставяне на Речник на българския език, което обхваща въпроси, отнасящи се до:
- подбора на лексиката и фразеологията;
- тълкуването на значенията и документирането им с различни цитати от литературата;
- квалификацията на думите по стилистична принадлежност и произход;
- разработката на отделните части на речта с оглед на характерните им семантико-граматични качества.

В края на Ръководството са включени редица пробни статии за илюстрация на приложението му.
Първият том излиза през 1977 г., обхваща буквите А и Б и включва 9570 речникови статии. След увода е публикуван списък с изворите за илюстративния материал (90 страници).

## Издадени томове
1. А – Б, 1977, 9570 статии, главен редактор Кристалина Чолакова
2. В, 1979, 5787 статии, главен редактор Кристалина Чолакова
3. Г – ДЕЯТЕЛ, 1981, 6107 статии, главен редактор Кристалина Чолакова (+ Допълнение към изворите)
4. ДЕЯТЕЛЕН – Е, 1984, 8279 статии, главен редактор Кристалина Чолакова
5. Ж – ЗЯПНУВАНЕ, 1987, 9455 статии, главен редактор Кристалина Чолакова
6. И – Й, 1990, 9307 статии, главен редактор Кристалина Чолакова
7. К – КООРДИНАТИ, 1993, 6652 статии, главен редактор Кристалина Чолакова
8. КООРДИНАТОГРАФ – Л, 1995, 6191 статии, главен редактор Кристалина Чолакова
9. М, 1998, 6881 статии, главна редакция Веса Кювлиева-Мишайкова, Мария Чоролеева
10. Н, 2000, 9722 статии, главна редакция Емилия Пернишка, Лилия Крумова-Цветкова
11. О, 2002, 9678 статии, главна редакция Юлия Балтова, Мария Чоролеева
12. П – ПОЕМКА, 2004, 7887 статии, главна редакция Веса Кювлиева-Мишайкова, Емилия Пернишка
13. ПОЕН – ПРЕЛЕСТНО, 2008, 8995 статии, главна редакция Лилия Крумова-Цветкова, Емилия Пернишка
14. ПРЕЛЕТ – ПЯСЪЧНОЖЪЛТ, 2012, 6685 статии, главна редакция Лилия Крумова-Цветкова, Мария Чоролеева
15. Р, 2015, 6543 статии, главна редакция Лилия Крумова-Цветкова, Мария Чоролеева
16. С – СИСТЕМНОСТ, 2023, 4210 статии, гл. ред. Лилия Крумова-Цветкова, Диана Благоева (общо 123 439 заглавни думи)

## Лексикография

### Материали
Речникът се съставя въз основа на картотека, която съдържа над 5 милиона фиша с лексикални материали от разговорната реч и съвременната българска художествена литература, публицистика, периодичен печат, научна, научно-популярна и техническа литература, както и от книжнината от епохата на Възраждането и публикуваното народно творчество. Използват се и следните тълковни речници на българския език:
- Александър Дювернуа, Словарь болгарского языка по памятникам народной словесности и произведениям новейшей печати, Москва 1885 – 1889;
- Найден Геров, Речник на българския език с тълкувание на речите на български и на руски, Пловдив 1895 – 1904, и Теодор Панчев, Допълнение 1908;
- Стефан Младенов, Български тълковен речник с оглед към народните говори, т. I (А-К), София 1926 – 1951;
- Любомир Андрейчин и колектив, Български тълковен речник, II издание, София 1963;
- Речник на съвременния български книжовен език, издание на БАН, т. I – III, София 1954 – 1959;
- Владимир Георгиев и колектив, Български етимологичен речник, т. I и II, София 1971 – 1979;
- Кети Ничева и колектив, Фразеологичен речник на българския език, т. I и II, София 1974 – 1975;
- Стефан Илчев и колектив, Речник на редки, остарели и диалектни думи в литературата ни от XIX и XX век, София 1974 и др.

### Подбор
Многотомният речник отразява съвременното състояние на българската лексика и движението и изменението на лексикалната и семантичната система за период от началото на втората четвърт на 19 век до съвременността. Освен общо употребяваната лексика, след известен подбор се включват и следните категории думи:
- остарели думи като браслет, бегемот, банкрот, плакарда;
- думи, които минават в пасивен запас на езика, като фелдфебел, пристав, реалка и др.;
- думи, свързани с историята на България и другите народи, митологията, религията и др., като десятък, димнина, васал, болярин, хан, викинги, горгона, геена, стълпник и др.
- старинни думи (архаизми, употребявани от писателите за стилистично оцветяване), като дан, бран, рат, стяг и др.;
- старобългарски (Черковнославянски/Църковнославянски) думи като погубление, обручение, велеречие и др.;
- Чужди думи:
  - които имат широка употреба в съвременния книжовен език: актьор, аванс, форум, лагер, самурай, банка, бойкот, олтар и мн. др.;
  - турцизми, които се използват в съвременния книжовен език със стилистична цел, като билюк, вилает, мерак, рахат, серт и др., както и турцизми с българска наставка като аскерски, каймакамски и др.;
  - гърцизми, свързани предимно с обществено-политическия живот, като: архонт, логотет, фаланга, както и новогръцки заемки, навлезли в разговорния ни език, като втасвам, липсвам, трапеза, трендафил, фитил и др.;
  - русизми, навлезли през различни периоди от Възраждането до съвременността, като взгляд, беззаботен, дерзновение и мн. др., както и думи от обществено-политическата лексика, техниката и др.;
  - други чужди думи, в зависимост от честотата им на употреба, такива, които се срещат в художествената литература и др.;
- специални думи и термини, които се срещат в общообразователните учебници, научно-популярната литература и др., като авитаминоза, дифузия, изотоп, планктон и др., както и специални думи, свързани с производство, селско стопанство, занаяти и др., като кофражист, монтажник, фрезуване и мн. др.;
- диалектни думи, като оглавник, засевки, чувам (пазя) и др., които се срещат в художествената литература и публикуваното народно творчество;
- етнически имена, като българи, сърби, руси, французи, авари, келти, хуни и мн. др.;
- собствени имена от историята, митологията или художествената литература, придобили нарицателно или преносно значение, като Юда, Ганьо, Тартюф и др., както и географски имена, като Содом и Гомор, между Сцила и Харибда и др., имена на по-важни празници, като Ивановден, Коледа и др., имена на планети и по-важни съзвездия, като Касиопея, Орион или народни названия на съзвездия, като Квачка, Ралица и др.;
- жаргонни думи (по изключение);
- производни думи, като съществителни, названия на жители на някои градове и области, като варненец, варненка, добруджанец и др., производни прилагателни, като персийски, ахилесов, вартоломеев, ботевски и др., а също и умалителни или увеличителни имена, като крушка, рибица, височък, мъничък и др.;
- сложни думи като радиоточка, киносалон, месторождение и др.;
- Морфеми като без-, до-, про-; много-, само-, анти-; -пис, -знание, -фил и др.;
- съкращения като детмаг, изпълком, райсъвет, ТКЗС и др.

## Структура
- Статиите в Речника са подредени по азбучен ред, като всяка от тях включва проста непроизводна или производна дума (която може да бъде също и умалително или увеличително име, отглаголно или отвлечено съществително), сложна дума, причастие със значение на прилагателно, представка или продуктивна първа или втора съставна част на сложни думи (авто-, дву-, -пис).
- В речника се срещат двойки или (рядко) тройки заглавни думи:
  - при глаголите: формите за двата вида, напр. връ̀звам... несв.; въ̀ржа... св; Ако има и словообразувателни варианти, заглавието е от тройка думи, напр. изра̀ствам... несв.; изра̀сна... и израста̀... св;
  - местоимения с двойни форми, равностойни по употреба в книжовния език, напр. то̀зи... и то̀я...;
  - пълни и съкратени форми на една и съща дума, напр. шестдесѐт... и шейсѐт...
- В Речника са включени като отделни думи (статии с единично заглавие):
  - остарели или диалектни фонетични варианти, напр. ветх... остар. и диал. Вехт; слобода̀... остар. и диал. Свобода;
  - остарели словообразувателни варианти, напр. грѝпа... остар. Грип;
  - остарели словообразувателни варианти, използвани като простонародни думи, напр. депута̀тин... остар., сега простонар. Депутат;
  - рядко използвани варианти или правописни дублети, напр. жѐтва... Жътва; дѝплом... Диплома;
  - стилистично ограничени варианти, напр. зѐмам... несв.; зѐма... св.;
  - фонетични варианти със семантична разлика, напр. цъ̀рква... и чѐрква...
  - думи с препратка:
    - свършен вид на глаголите, напр. въ̀ржа. Вж. връзвам;
    - словообразувателни варианти, напр. то̀я. Вж. този;
    - съкратени форми, дадени на второ място при двойка заглавни думи, напр. шейсѐт. Вж. шестдесет;
    - местоименни форми за ж.р., ср.р. и мн.ч., различни от формите за м.р., напр. така̀ва. Вж. такъв; онѐзи. Вж. онзи;
    - падежни форми при местоименията, напр. нѐго. Вж. той.
- В Речника са представени следните видове омоними:
  - с различен етимологичен произход, напр. вѝя: навивам и издавам вой; ва̀дя: изваждам и напоявам (диал.); дотѝчам1 несв. (от тека) и дотѝчам2 св. (от тичам);
  - с общ произход, получени чрез диференциация на значенията, напр. кру̀шка (малка круша и електрическа крушка).
- Някои непреходни деятелни глаголи с възвратни частици или местоимения от ср.р. са включени в Речника като подзаглавни думи, напр. базѝрам се несв., непрех... имам за основа.

### Структура на речниковата статия
- в началото на речниковата статия се поставя заглавната дума с поставено (тежко) ударение, напр. къ̀ща, вървя̀, пъ̀рви и пр.;
- след заглавната дума се изреждат граматичните форми, напр. байц, ба̀йцът, ба̀йца, мн. ба̀йцове;
- след формите следва граматична бележка, определяща каква част на речта е заглавната дума, напр. акроба̀тка ж., където ж означава съществително от женски род;
- след граматичната бележка се поставя бележка за стилистична квалификация, напр. авджѝя... остар., сега простонар.;
- непосредствено след стилистичната бележка следва тълкуването. При многозначните думи всяко следващо тълкуване се дава на нов ред и се отбелязва с арабска цифра, с буква, а в някои случаи и с римски цифри, напр. а... I. За съпоставяне... II. За противопоставяне. В края на определението на названия на растения и животни се изписва и латинското им съответствие;
- граматични или стилистични особености в рамките на едно значение се отбелязват след знак за нюанс (//);
- след тълкуването следва илюстративен материал (в курсив);
- при глаголите, след значенията се поставя страдателна или възвратна форма (ако има такава);
- в края на статията, след знак <> (ромб), се дават фразеологични единици;
- подзаглавната дума е на нов ред без индент (абзац);
- след някои статии има справочен отдел, в който се дава етимологията, посочват се фонетични варианти и др.

## Свободен достъп онлайн
От май 2014 г. речникът е свободно достъпен онлайн